# Ніно Кастельнуово
Ніно Кастельнуово (італ. Nino Castelnuovo, при народженні Франческо Кастельнуово, італ. Francesco Castelnuovo; 28 жовтня 1936, Лекко, Ломбардія — 6 вересня 2021, Рим) — італійський актор театру, кіно та телебачення, найбільш відомий за роллю Гі Фуше у фільмі «Шербурзькі парасольки» (1964) Жака Демі.

## Життєпис
Народився 28 жовтня 1936 року у місті Лекко, Ломбардія. Він був другою дитиною в простій родині, де окрім нього були ще сини П'єрантоніо і Клементе та донька Марінелла. Працював різноробочим і слюсарем, одночасно займаючись гімнастикою та танцями. 1955 року переїхав до Мілана, де почав вивчати акторську майстерність у школі Джорджо Стрелера при «Piccolo Teatro». 1957 року дебютував на телебаченні у ролі міма в дитячому телешоу «Zurli il magi del giovedi» каналу RAI. 1959 року дебютував у кіно в невеликій ролі у фільмі «Клята плутанина» П'єтро Джермі, після чого з'явився у низці другорядних та епізодичних кіноролей, в тому числі у фільмі «Рокко та його брати» (1960) Лукіно Вісконті.
Міжнародне визнання принесла роль Гі Фуше у фільмі-мюзиклі «Шербурзькі парасольки» (1964) Жака Демі, де він зіграв разом з Катрін Денев. Стрічка виборола Золоту пальмову гілку Каннського кінофестивалю 1964 року та отримала п'ять номінацій на премію Оскар, в тому числі на Найкращий фільм іноземною мовою. 1974 року виконав головну чоловічу роль в успішному мінісеріалі «Портрет жінки під вуаллю», де його партнеркою стала Дарія Ніколоді. 1976 року не менш успішнною стала роль Ренцо Трамальїно у мінісеріалі «Заручені» виробництва RAI, екранізації однойменного роману Алессандро Мандзоні. 1996 року виконав невелику роль археолога Д'Агостіно в оскароносному фільмі «Англійський пацієнт» Ентоні Мінгелли.
1976 року його брат П'єрантоніо був забитий до смерті. 1994 року його брат Клементе загинув в автомобільній аварії. 2018 року актор повністю втратив зір через глаукому.
Ніно Кастельнуово помер 6 вересня 2021 року у Римі в 84-річному віці.

## Особисте життя
1992 року у Кастельнуово та акторки Даніели Треббі народився син Лоренцо.
2010 року одружився з акторкою Марією Крістіною Ді Нікола. Шлюб тривав до смерті актора.

## Вибрана фільмографія
| Рік  |   | Українська назва           | Оригінальна назва                       | Роль                  |
| ---- | - | -------------------------- | --------------------------------------- | --------------------- |
| 1959 | ф | Клята плутанина            | Un maledetto imbrogli                   | Діомеде               |
| 1960 | ф | Рокко та його брати        | Rocco e i suoi fratelli                 | Ніно Россі            |
| 1960 | ф | Янгол в червоному          | The Angel Wore Red                      | капітан Тринідад      |
| 1960 | ф | Всі вдома                  | Tutti a casa                            | Кодегато              |
| 1961 | ф | Пароль «Вікторія»          | Un giorno da leoni                      | Данило                |
| 1961 | ф | Оголена Лаура              | Laura nuda                              | Франко, чоловік Лаури |
| 1962 | ф | Найкоротший день           | Il giorno più corto                     | прихильник            |
| 1964 | ф | Шербурзькі парасольки      | Les Parapluies de Cherbourg             | Гі Фуше               |
| 1965 | ф | Зроблено в Італії          | Made in Italy                           | Клаудіо Піра          |
| 1966 | ф | Істоти                     | Les créatures                           | Жан Моде, електрик    |
| 1966 | ф | Новий світ                 | Un mondo nuovo                          | Карло                 |
| 1966 | ф | Кольт проспівав про смерть | Tempo di massacro                       | Джуніор Скотт         |
| 1967 | ф | Пояс цнотливості           | La cintura di castità                   | Маркульфо             |
| 1969 | ф | Любов і лють               | Amore e rabbia                          | режисер               |
| 1969 | ф | Армія п'ятьох              | Un esercivo di cinque uomini            | Луїс Домінгес         |
| 1969 | ф | Камілла 2000               | Camille 2000                            | Арман Дюваль          |
| 1969 | ф | Можливо, само собою        | Certo, certissimo, anzi... probabile... | П'єро                 |
| 1973 | ф | Зануда                     | L'Emmerdeur                             | коридорний            |
| 1974 | ф | Кохання під дощем          | Un amore de pluie                       | Джованні              |
| 1974 | с | Портрет жінки під вуаллю   | Ritratto di donna velata                | Луїджі Сертальдо      |
| 1975 | ф | Оголись для вбивці         | Nude per l'assassino                    | Карло Гюнтер          |
| 1976 | с | Заручені                   | I promessi sposi                        | Ренцо Трамальїно      |
| 1996 | ф | Англійський пацієнт        | The English Patient                     | Д'Агостіно            |